# Bandithoppspindel
Bandithoppspindel (Evarcha arcuata) är en spindelart som först beskrevs av Carl Alexander Clerck 1757.  
Bandithoppspindel ingår i släktet Evarcha och familjen hoppspindlar. Arten är reproducerande i Sverige. Inga underarter finns listade.

## Bildgalleri

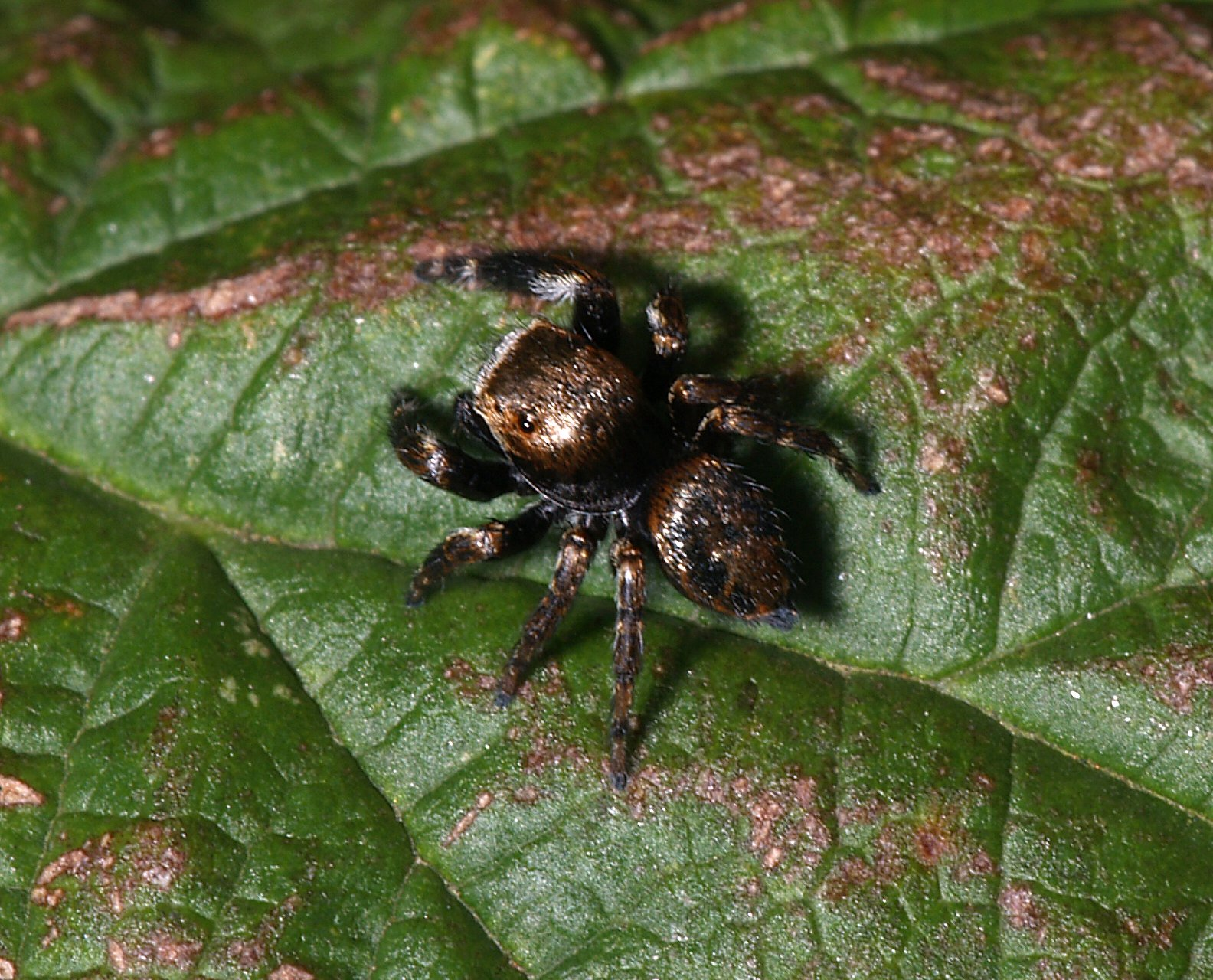
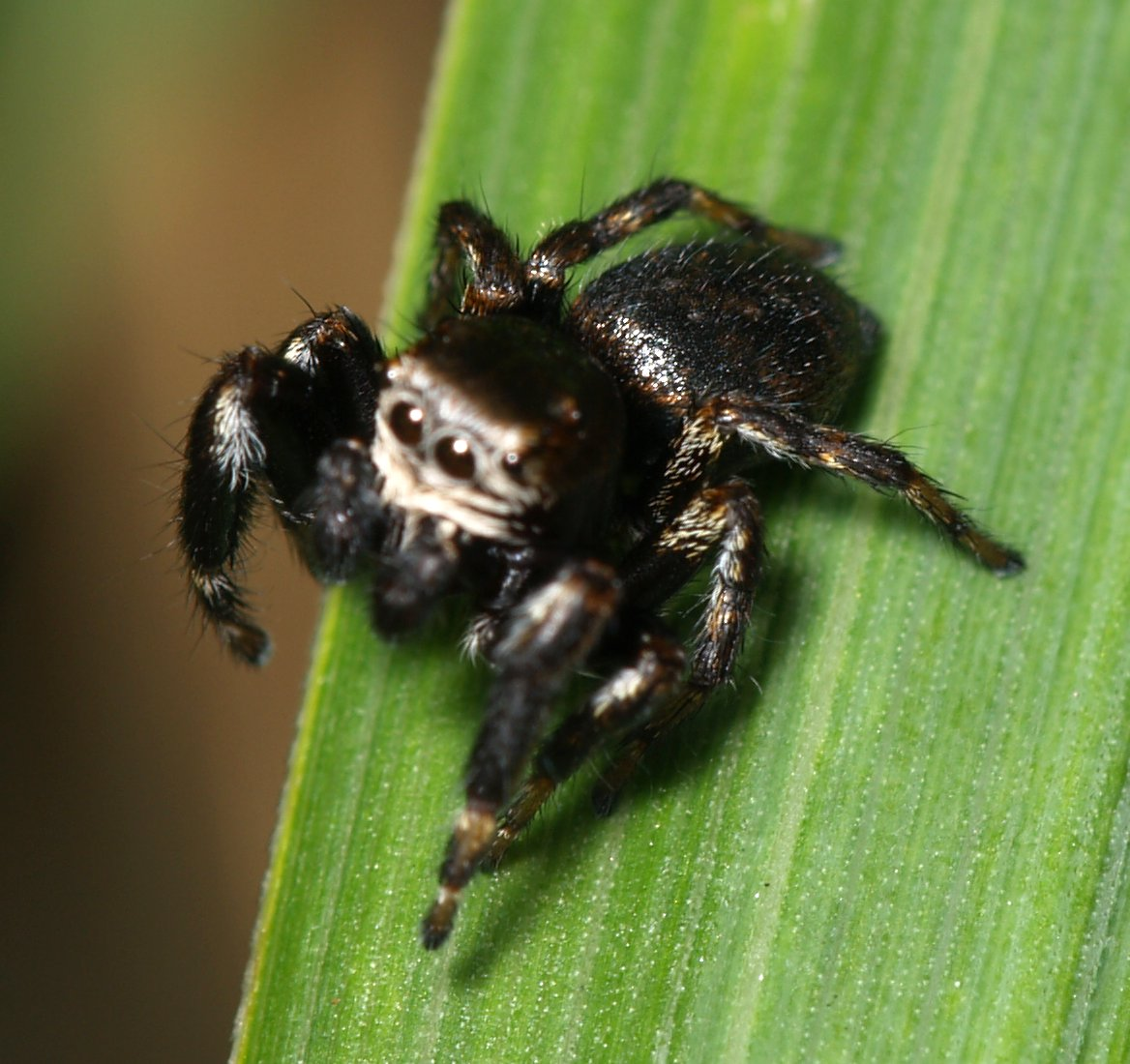
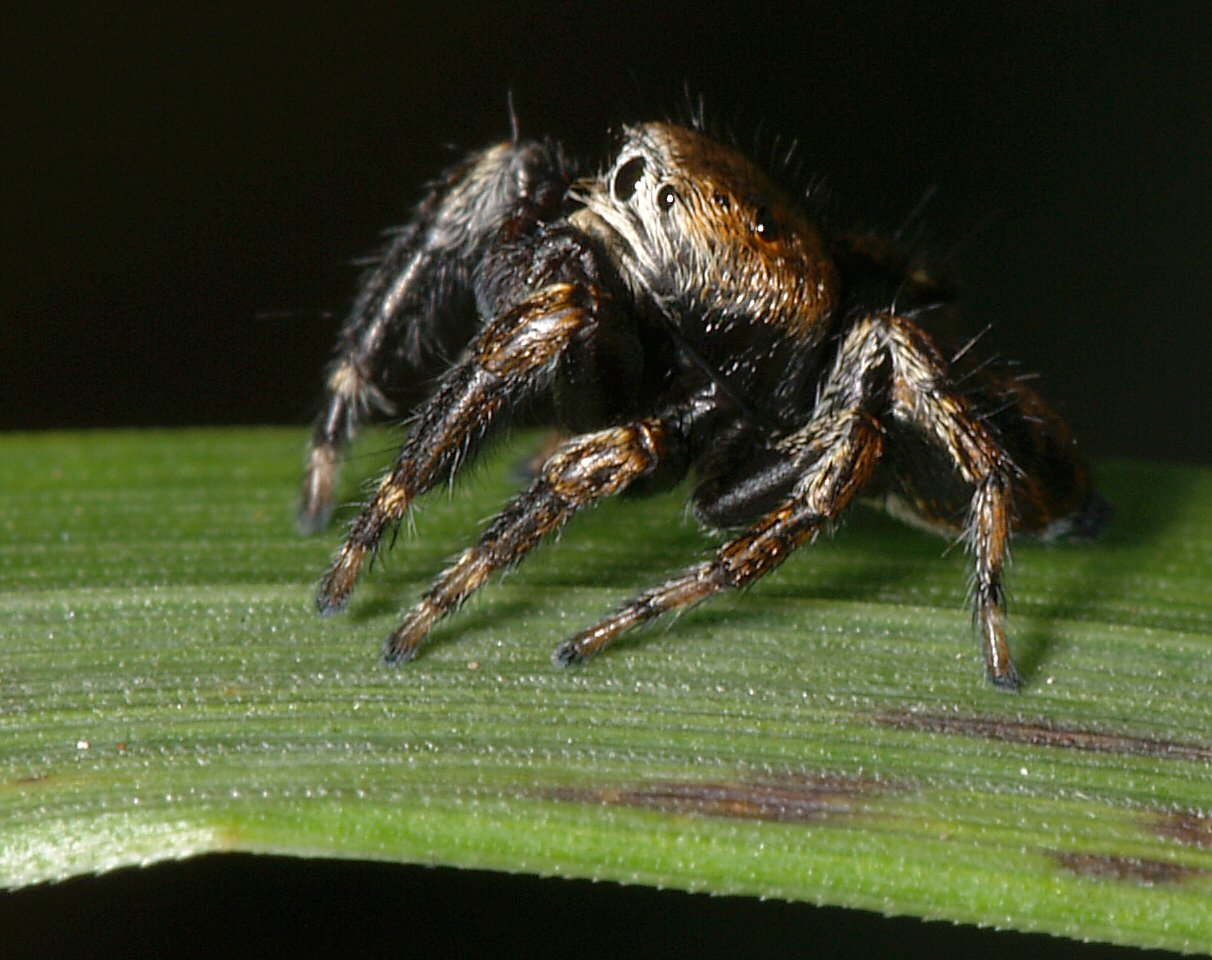
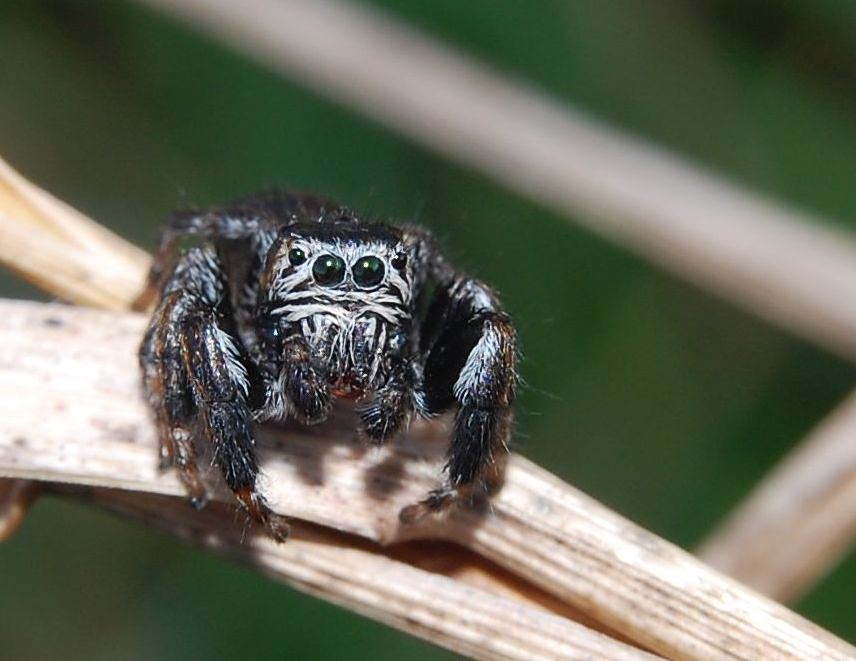